# (14486) Tuscia
(14486) Tuscia es un asteroide perteneciente al cinturón de asteroides, descubierto el 4 de octubre de 1994 por Luciano Tesi y el también astrónomo Gabriele Cattani desde el Observatorio Astronómico de las Montañas de Pistoia, Toscana, Italia.

## Designación y nombre
Designado provisionalmente como 1994 TE. Fue nombrado Tuscia en homenaje a la ciudad italiana de Toscana que una vez habitada por primera vez fue nombrada como Tuscia.

## Características orbitales
Tuscia está situado a una distancia media del Sol de 2,362 ua, pudiendo alejarse hasta 2,528 ua y acercarse hasta 2,196 ua. Su excentricidad es 0,070 y la inclinación orbital 3,264 grados. Emplea 1326 días en completar una órbita alrededor del Sol.

## Características físicas
La magnitud absoluta de Tuscia es 15,4. Tiene 2,027 km de diámetro y su albedo se estima en 0,392.